# Fatum
Fatum, mot el qual describeix la necessitat o raó universal (el "logos spermatikós"), ha estat introduït pels pensadors estoics.
Segons Leibniz, hi hauria de tres tipus:
1. fatum mahometanum: la necessitat nexorable, la qual anula la voluntat de l'home
2. fatum stoicum: amb el qual l'ésser humà accepta la inexorabilitat del destí
3. fatum cristianum: implica el mateix tipus d'acceptació anterior, alhora que amb confiança en la providència divina.